# Rio Borăscu (Jilţ)
O Rio Borăscu é um rio da Romênia afluente do Rio Jilţ, localizado no distrito de Gorj.